# Олово (община)
Община Олово (босн. и хорв. Opština Olovo, серб. Општина Олово) — боснийская община, расположенная в центральной части Федерации Боснии и Герцеговины. Административным центром является город Олово.

## Население
По данным переписи населения 1991 года, в общине проживали 16956 человек из 44 населённых пунктов. По оценке на 2012 год, население составляет 11869 человек.

## Населённые пункты
Айдиновичи, Араповача, Бакичи, Берисаличи, Богановичи, Брда, Буков-До, Чуде, Чуништа, Долови, Дрецель, Дуганджичи, Главично, Горни-Драпничи, Грабовица, Гурдичи, Елашке, Каменско, Клинчичи, Колаковичи, Ковачичи, Краишичи, Крижевичи, Крушево, Лишци, Магулица, Метили, Миланковичи, Олово, Оловске-Луке, Петровичи, Пониерка, Понор, Пргошево, Пушино-Поле, Радачичи, Речица, Риека, Сливне, Солун, Стойчичи, Шашевци, Вукотичи, Жунова.